# Girmont
Girmont är en kommun i departementet Vosges i regionen Grand Est (tidigare regionen Lorraine) i nordöstra Frankrike. Kommunen ligger i kantonen Châtel-sur-Moselle som tillhör arrondissementet Épinal. År 2018 hade Girmont 1 000 invånare.

## Befolkningsutveckling
Antalet invånare i kommunen Girmont
| Referens: INSEE |